# Xenocalliphora eudypti
Xenocalliphora eudypti är en tvåvingeart som först beskrevs av Frederick Wollaston Hutton 1902.  Xenocalliphora eudypti ingår i släktet Xenocalliphora och familjen spyflugor. Inga underarter finns listade i Catalogue of Life.